# Šaban Trstena
Šaban Trstena (en macédonien : Шабан Трстена, en albanais : Shaban Tërstena), né le 1er janvier 1965 à Skopje, est un lutteur macédonien d’origine albanaise.
Il remporte le titre olympique des poids mouche lors des Jeux olympiques de 1984.